# Mikontalo

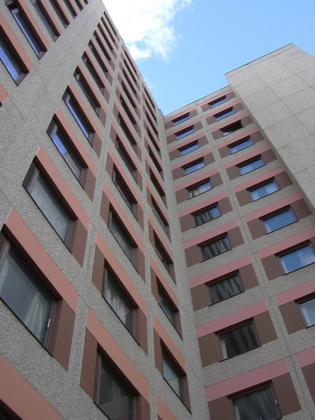
Vista des de dalt de Mikontalo

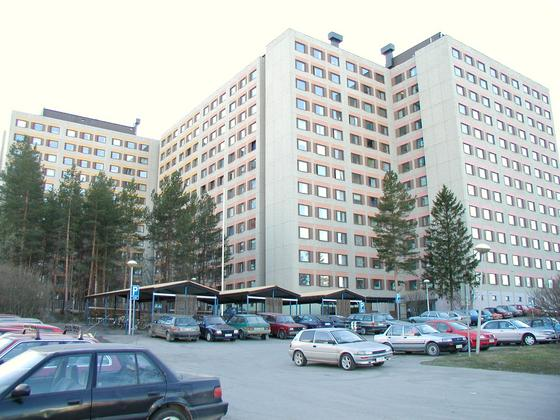
Mikontalo

Mikontalo és un gran bloc de pisos a Hervanta, Tampere, Finlàndia. La seva adreça exacta és: Insinöörinkatu 60, 33720 Tampere, Finlàndia.
Amb lloguers assequibles, fàcil disponibilitat i molt a prop de la Universitat de Tecnologia de Tampere, és el principal habitatge per als estudiants de primer any i per als estudiants estrangers.
Mikontalo es va construir durant els anys 1978–1980. Està format per quatre blocs de 12 pisos i 768 apartaments. Mikontalo també ofereix als residents els serveis de sauna (2 per a cada edifici), sala de televisió, sala de bugaderia (5 rentadores i 2 assecadores), televisió per cable i evidentment, connexió a Internet.
D'acord amb el boca a boca, Mikontalo és el complex residencial més gran de Finlàndia i fins i tot d'Escandinàvia. Tot i que és difícil de confirmar.
L'edifici es renovarà a partir de la primavera del 2007.